# Vigan
Vigan (engleski: Vigan City, ilocano:  Dak-ili ti Bigan, tagaloški: Vīgân, mandarinski pinyin: Měiàn) je grad u pokrajini Ilocos na najvećem otoku Filipina, Luzonu, i to na njegovoj zapadnoj obali koja se nalazi u Južnokineskom moru.
Grad je smješten na delti rijeke Abra, od obalne ravnice kineskog mora, u neposrednoj blizini sjeveroistočnog rta otoka Luzon. Današnja općina podijeljena je na devet gradskih četvrti i trideset sela. Gotovo polovica ukupne površine još uvijek se koristi za poljoprivredu. Povijesna jezgra je definirana s dviju strana rijekama Govantes i Mestizo. Vigan je upisan na na UNESCO-ov popis mjesta svjetske baštine u Aziji 1999. godine kao "primjer španjolskog grada sa slavnim kaldrmama i jedinstvenim zgradama u kojima se spojila filipinska gradnja s kolonijalnom europskom arhitekturom".

## Povijest
Prije dolaska Španjolaca, bilo je malo autohtonih naselja na otoku Viganu, većinom sojenica od drva ili bambusa. God. 1572. konkvistador Juan de Salcedo je na ovom mjestu osnovao novi grad koji je nazvao Villa Ferdinandina, u čast kraljevića Ferdinanda, sina španjolskog kralja, Filipa II. Kada je Juan de Salcedo imenovan zamjenikom guvernera (Encomendero) grad je proglasio glavnim gradom cijele pokrajine Ilocos. Bio je to najsjeverniji španjolski grad na Filipinima, zamišljen kao trgovačko središte, a ne utvrda.
Lokalno ime grada, Vigan, je navodno nastalo tako što je Juan de Salcedo pitao kako se zove lokalno naselje, a lokalni stanovnici su mislili da pita kako se zove biljka Biga'a koja je nekada obilno prekrivala njegove obale. U vrijeme kolonizacije tu su živjeli doseljenici iz kineske pokrajine Fujian, i na njihovom mandarinskom jeziku ovo područje se zvalo Bee Gan (美岸, pinyin: Měi Àn) što znači "lijepa obala".
Krajem 17. stoljeća grad je evoluirao u novi oblik arhitekture koji je kombinacija tradicionalne gradnje s tehnikama gradnje u kamenu i drvu koje su uveli Španjolci. Gradnju opekom su uveli augustinci i franjevci za svoje crkve i druge zgrade.
Sjedište nadbiskupije Nueva Segovia je prebačena u Vigan 1758. godine, što ga je učinilo i središtem vjerskog djelovanja u regiji. God. 1778., kao rezultat širenja, preimenovan je u Ciudad Ferdinandina de Vigan.
Rijeka Mestizo je bila središnje mjesto u razvoju grada u 16. i 19. stoljeća: veliki pomorski brodovi su mogli vezati u njezinoj delti, te s malim brodicama komunicirati s unutrašnjom lukom. Međutim, delta više nije plovna zbog zasipavanja, zbog čega i grad više nije otok.
Kao glavno trgovačko središte područja Ilcos, Vigan je trgovao izravno s Kinom. Kao postaja na trgovačkom putu galija Manila-Acapulco, koja je trajala tijekom španjolskog kolonijalnog razdoblja, isporučena dobra preko Tihog oceana su slana za Meksiko, a odatle dalje preko Atlantika u Europu. Ove trgovačke veze su dovele do stalnih razmjena naroda i kultura između Ilocanosa, Filipinaca, Kineza, Španjolaca, i (u 20. stoljeću) Amerikanaca iz Sjeverne Amerike.

## Znamenitosti
Tradicionalni španjolski plan ulica u obliku šahovnice otvara se u glavni trg, u dva dijela. Plaza Salcedo je duža strana trga u obliku slova L, dok je Plaza Burgos kraća strana. Prvim dominira vijećnica i provincijsko središte dok drugim dominira katedrala. Urbanistički plan grada usko odgovara planu renesansnog "idealnog grada" koji je naveden u Ley de las Indias kao uputa za izgradnju svih 149 novih gradova u španjolskom carstvu. Tu je, međutim, primjetna razlika između Vigana i suvremenih španjolskih kolonijalnih gradova u Latinskoj Americi u povijesnoj jezgri (poznat kao "četvrt meleza"), gdje je latinsko-američka tradicija spojena s jakim kineskim, ilocanskim i filipinski utjecajima.
Od građevinskog materijala u Viganu se koristila terakota, drvo, školjke, kamen i vapno, svi dobiveni iz okolice. Arhitektura tipične Vigan kuće je izvedena iz tradicionalnih filipinskih nastambi, bahay kubo, koje su male jednosobne kolibe izgrađene od laganih tkanih materijala (drvo, bambus, slama), podignute na stupovima za ventilaciju i zaštitu od monsunskih poplava. Takve građevine se više ne mogu naći u Viganu, ali je njihov utjecaj zamjetan u mnogo većim bahay na bato ("kamena kuća"), mnogo čvršće građevine s nižim katovima od kamen, gornjim katom od drveta i strmim popločanim krovom (koji podsjeća na tradicionalnu kinesku arhitekturu). Vanjski zidovi gornjeg kata imaju po prozoru ploče Kapis školjki uokvirene u drvo koje se može skliznuzi unatrag za bolju ventilaciju. 
Kineski trgovci i obrtnici su provodili poslove iz ureda i skladišta na donjem katu svoje kuće, dok su živjeli na katovima; što je karakteristika kineskog društva. 
Vigan također ima niz značajnih javnih objekata, koje također pokazuju multi-kulturne utjecaje, kao što su: Katedrala svetog Pavla, nadbiskupska palača, Škola sv. Pavla, kapela katoličkog groblja, te neoklasicistička pokrajinska vijećnica s početka 20. stoljeća.
- Viganska katedrala
- Vožnja kočijom po starom gradu
- Kolonijalna kuća
- Kuća Quema
- Kuća u ulici Crisologo

## Poveznice
Drugi znameniti kolonijalni gradovi:
- Angra do Heroísmo (Azori)
- San Cristóbal de La Laguna (Kanari)
- St. George (Bermudi)
- Melaka (Malezija)

## Vanjske poveznice
- Vigan.ph (engl.)
- Heritage City of Vigan  Arhivirana inačica izvorne stranice od 28. listopada 2005. (Wayback Machine) (engl.)
- Liga ng mga Barangay Vigan City  Arhivirana inačica izvorne stranice od 2. veljače 2011. (Wayback Machine) (engl.)